# Agnes e Margaret Smith
Agnes Smith Lewis (1843–1926) e Margaret Dunlop Gibson (1843–1920), nées Agnes e Margaret Smith (às vezes chamadas de Westminster Sisters) nascidas em 11 de janeiro, eram árabes, cristãs palestinas aramaicas, e estudiosos da língua siríaca. Como filhas gêmeas de John Smith de Irvine, Ayrshire, Escócia, elas aprenderam mais de 12 idiomas entre elas, e se tornaram eruditas aclamadas em seus campos acadêmicos, e benfeitoras da Igreja Presbiteriana da Inglaterra, especialmente para Westminster College, Cambridge.

## Trabalhos

### Agnes Smith Lewis
- Eastern Pilgrims: The travels of three ladies (Londres, 1870)
- Effie Maxwell (Londres, 1876) (um romance)
- The Brides of Ardmore: A story of Irish life (Londres, 1880)
- Through Cyprus (Londres, 1887)
- Glimpses of Greek Life and Scenery (Londres, 1884)
- Catalogue of the Syriac MSS. in the Convent of S. Catharine on Mount Sinai (Londres, 1894)
- A Translation of the Four Gospels from the Syriac of the Sinaitic Palimpsest (Londres e Nova York, 1894)
- A Translation of the Four Gospels from the Syriac of the Sinaitic Palimpsest (Londres, 1896) (edição revisada e ampliada)
- Some Pages of the Four Gospels Re-transcribed from the Sinaitic Palimpsest with a Translation of the Whole Text (Londres, 1896)

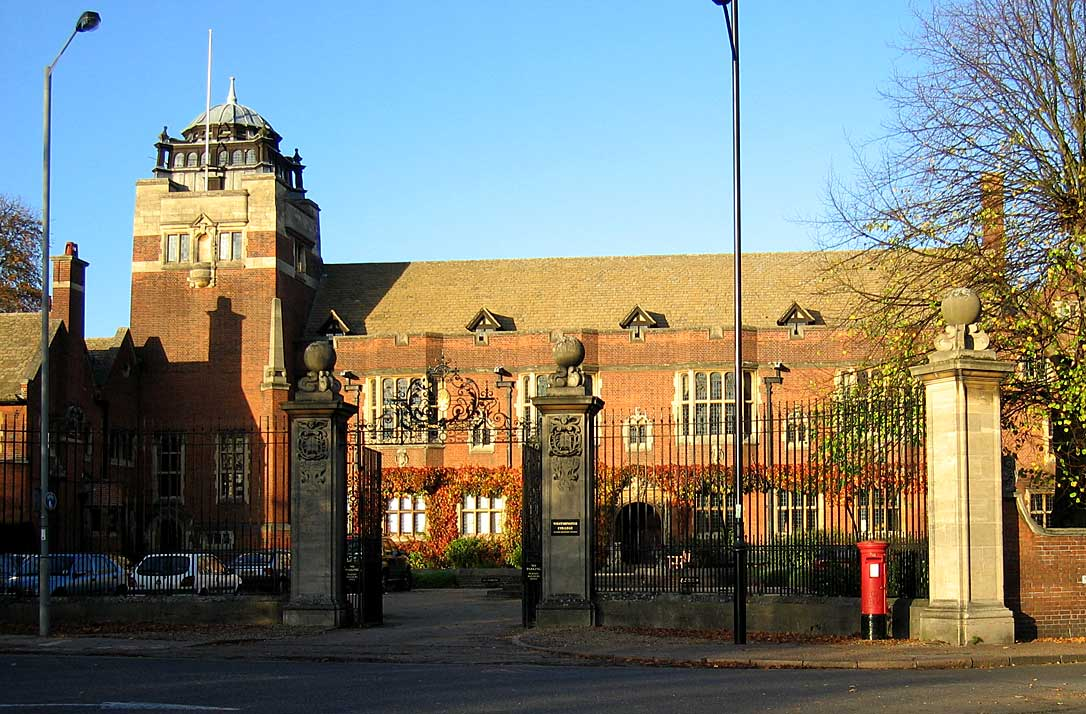
Westminster College, Cambridge, beneficiário das Irmãs de Westminster

- Westminster College, Cambridge , beneficiário das Irmãs de WestminsterIn the Shadow of Sinai: A story of travel and research from 1895 to 1897 (Cambridge, 1898)
- Select Narratives of Holy Women: From the Syro-Antiochene or Sinai Palimpsest (Londres, 1900)
- Apocrypha Syriaca: The Protevangelium Jacobi and Transitus Mariae (Londres, 1902, com Alphonse Mingana)
- Acta Mythologica Apostolorum (Londres, 1904) (Textos; tradução para o inglês)
- Supplement to a Palestinian Syriac Lectionary (Cambridge, 1907)
- Codex Climaci Rescriptus: Fragments of the Sixth-Century Palestinian Syriac Texts of the Gospels, of the Acts of the Apostles, and of St Paul’s Epistles (Londres, 1909)
- The Old Syriac Gospels or Evangelion da-Mepharreshê (Londres, 1910)
- The Forty Martyrs of the Sinai Desert and the Story of Eulogius from a Palestinian Syriac and Arabic Palimpsest (Cambridge, 1912)
- Light on the Four Gospels from the Sinai Palimpsest (Londres, 1913)
- Leaves From Three Ancient Qur'ans; Possibly Pre-Othmanic (Cambridge, 1914, com Alphonse Mingana)

### Margaret Dunlop Gibson
- How the Codex Was Found: A narrative of two visits to Sinai from Mrs. Lewis's journals, 1892 – 1893 (Cambridge, 1893)
- An Arabic Version of the Epistles of St. Paul to the Romans, Corinthians, Galatians with part of the Epistle to the Ephesians from a ninth century MS. in the Convent of Saint Catharine on Mount Sinai. (Londres, 1894)
- Catalogue of the Arabic mss. in the Convent of Saint Catharine on Mount Sinai. (Londres, 1894)
- An Arabic Version of the Acts of the Apostles and the Seven Catholic Epistles. (Londres 1899)
- The Commentaries of Ishodad of Merv, Bishop of Hadatha c. 850 ad. (Londres 1911)
- Matthew and Mark in Syriac. (Londres 1911)
- Luke and John in Syriac. (Londres 1911)
- The Acts of the Apostles and the Catholic Fathers. (Londres 1913)
- The Epistles of St Paul. (Londres 1916)

### Agnes Smith Lewis e Margaret Dunlop Gibson
- A Palestinian Syriac Lectionary containing Lessons from The Pentateuch, Job, Proverbs, Prophest, Acts, and Epistles (Londres, 1897)
- The Palestinian Syriac Lectionary of the Gospels (Londres, 1899)
- Palestinian Syriac Texts from palimpsest fragments in the Taylor-Schechter collection (Londres, 1900)